# Sapium bourgeaui
Sapium macrocarpum là một loài thực vật thuộc họ Euphorbiaceae. Đây là loài đặc hữu của México.